# C1QL3
C1QL3 (англ. Complement C1q like 3) – білок, який кодується однойменним геном, розташованим у людей на 10-й хромосомі. Довжина поліпептидного ланцюга білка становить 255 амінокислот, а молекулярна маса — 26 719.
| 10         |  | 20         |  | 30         |  | 40         |  | 50         |
| ---------- |  | ---------- |  | ---------- |  | ---------- |  | ---------- |
| MVLLLVILIP |  | VLVSSAGTSA |  | HYEMLGTCRM |  | VCDPYGGTKA |  | PSTAATPDRG |
| LMQSLPTFIQ |  | GPKGEAGRPG |  | KAGPRGPPGE |  | PGPPGPMGPP |  | GEKGEPGRQG |
| LPGPPGAPGL |  | NAAGAISAAT |  | YSTVPKIAFY |  | AGLKRQHEGY |  | EVLKFDDVVT |
| NLGNHYDPTT |  | GKFTCSIPGI |  | YFFTYHVLMR |  | GGDGTSMWAD |  | LCKNNQVRAS |
| AIAQDADQNY |  | DYASNSVVLH |  | LEPGDEVYIK |  | LDGGKAHGGN |  | NNKYSTFSGF |
| IIYAD      |  |            |  |            |  |            |  |            |

A: Аланін

C: Цистеїн

D: Аспарагінова кислота

E: Глутамінова кислота

F: Фенілаланін

G: Гліцин

H: Гістидин

I: Ізолейцин

K: Лізин

L: Лейцин

M: Метіонін

N: Аспарагін

P: Пролін

Q: Глутамін

R: Аргінін

S: Серин

T: Треонін

V: Валін

W: Триптофан

Задіяний у такому біологічному процесі, як альтернативний сплайсинг. 
Секретований назовні.